# Kaal knopkruid
Kaal knopkruid (Galinsoga parviflora), ook wel klein knopkruid genoemd, is een plant die behoort tot de composietenfamilie (Compositae of Asteraceae). Kaal knopkruid komt voor op open zandgrond en wordt beschouwd als een onkruid in moestuinen en akkerland. De soort komt van oorsprong uit Midden-Amerika. Vermoedelijk is de plant ergens begin 19de eeuw uit de plantentuin van Berlijn 'ontsnapt' om zich van daaruit in het wild verder te verspreiden. Om die reden komt de soort nu in heel Europa voor.
De eenjarige plant wordt 20-60 cm hoog en heeft kruisgewijs geplaatste bladeren. De bladeren zijn lichtgroen tot groen en hebben weinig, korte haartjes. De zijtakken van de stengel hebben geen of weinig aangedrukte haartjes, terwijl harig knopkruid dicht afstaande haren heeft. Kaal knopkruid bloeit van juni tot de herfst met 5 mm grote, kegelvormige bloemhoofdjes, die bestaan uit gele buisbloempjes en vijf witte, driepuntige lintbloempjes. Soms ontbreken de witte lintbloempjes. De stroschubben zijn drielobbig tot driespletig en het pappus van de buisbloemen, die uit schubben bestaat, is niet genaald (dit in tegenstelling tot harig knopkruid).

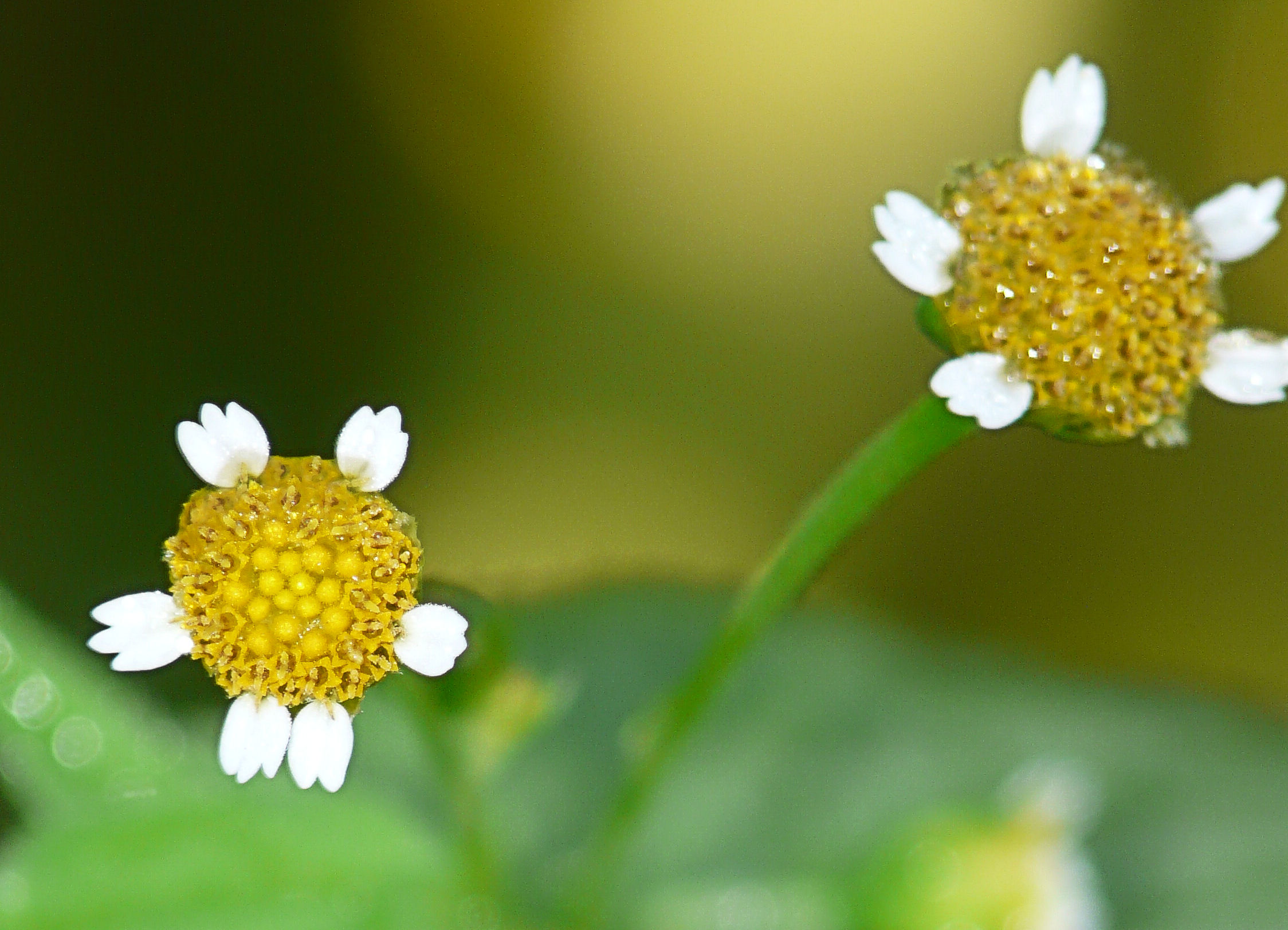
Bloemhoofdjes

De vrucht is een 1 mm lange splitvrucht, die bestaat uit twee nootjes. Aan de vrucht zit pappus.

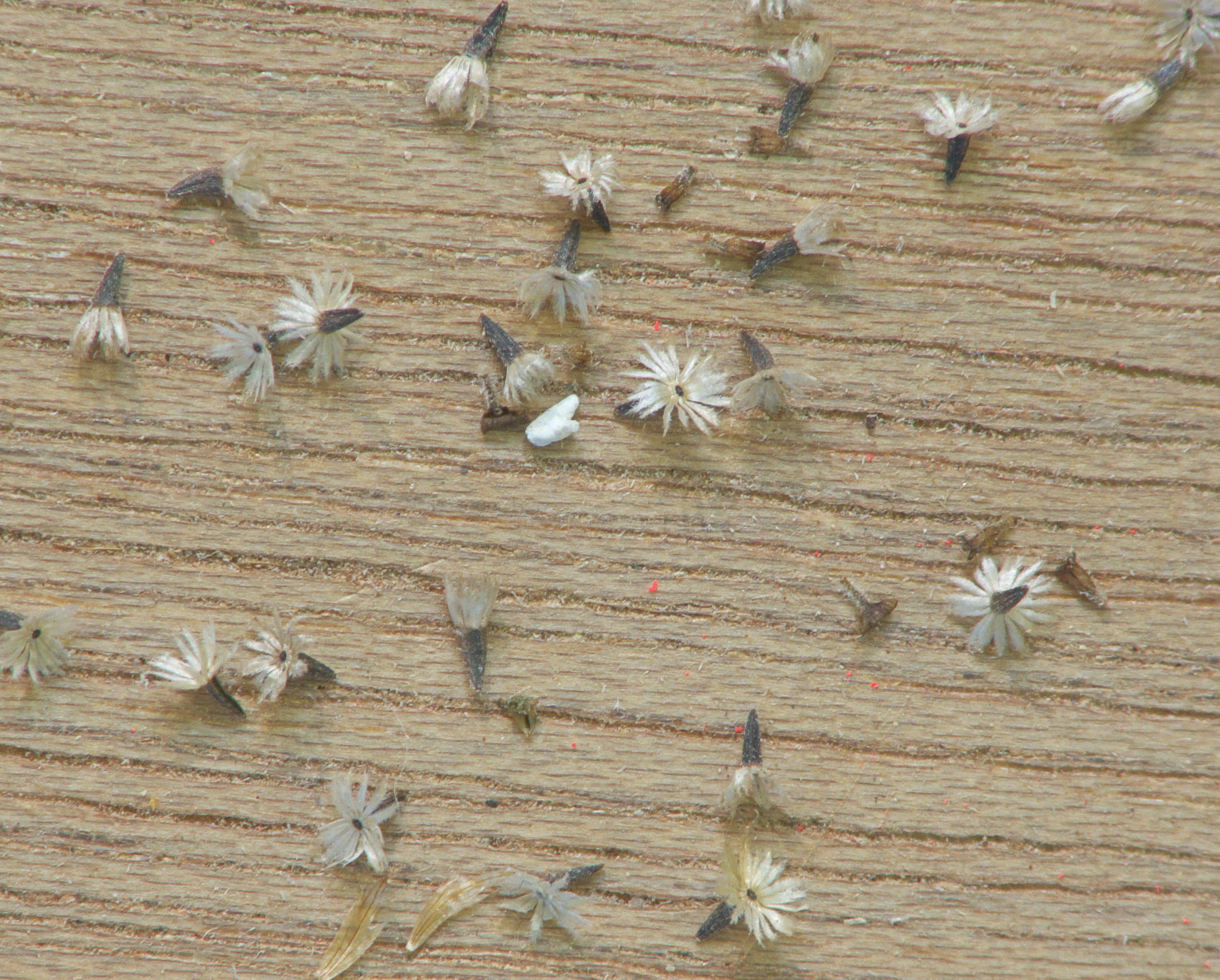
Nootjes

De jonge stengels en bladeren zijn eetbaar.

## Namen in andere talen
- Duits: Kleinblütiges Knopfkraut, Kleinblütiges Franzosenkraut
- Engels: Gallant Soldier
- Frans: Galinsoga à petites fleurs